# Port lotniczy Yay
Port lotniczy Yay (IATA: XYE, ICAO: VYYE) – port lotniczy położony w Yay, w stanie Mon, w Mjanmie.